# Chromodesmus granulatus
Chromodesmus granulatus är en mångfotingart som först beskrevs av Loomis 1966.  Chromodesmus granulatus ingår i släktet Chromodesmus och familjen Rhachodesmidae. Inga underarter finns listade i Catalogue of Life.